# Jan Farrell
Jan Farrell  (Lancaster, Reino Unido, 9 de septiembre de 1983) es un empresario y esquiador profesional afincado en España desde 1989. Hasta diciembre de 2020 ha participado en la Copa del Mundo FIS de Esquí de Velocidad en la categoría S1, en la que los esquiadores superan los 200 kilómetros por hora.

## Biografía
De madre checa y padre inglés, Jan Farrell vivió en Inglaterra hasta los cinco años. A esa edad, se trasladó con su familia a España en 1989; primero a Vitoria, País Vasco, y posteriormente a Madrid, donde tiene fijado su lugar de residencia en Alcobendas desde el año 1992.
Además de esquiador profesional, Jan Farrell es fundador y CEO de la empresa especializada en seguros de telefonía móvil, Liberalia, con más de 40 empleados; es profesor adjunto y mentor en el Instituto de Empresa (IE); y está involucrado a nivel de consejero e inversor Business Angel en proyectos relacionados con hardware inteligente. Su portfolio incluye Carv, Kokoon, SOSV, Lime y Little Cars. También colabora con la Federación Internacional de Esquí (FIS) como responsable de Media Marketing de Speed Ski y miembro del Comité de Atletas. En 2018, Jan Farrell creó su propia productora audiovisual, centrada en contenidos relacionados con el mundo de la nieve.
El esquiador británico es el tercer hombre más rápido del mundo sobre unos esquís de descenso (categoría S2) después de conseguir alcanzar una velocidad de 210,035 kilómetros por hora en el Speed Masters de Vars (Francia) en 2014. Su mejor marca en S1 es 231,66 kilómetros por hora, velocidad obtenida también en Vars en 2015.
Además, Jan Farrell posee dos récords del mundo: es el esquiador más rápido en pista cubierta (104,956 kilómetros por hora en SnowHall Amnéville en 2015) y sobre asfalto arrastrado por un vehículo a motor (63,78 kilómetros por hora en MotorLand Aragón en 2016)
En 2018 y 2020 nacieron las dos hijas de Jan Farrell, a quienes inculca su pasión por la nieve y los valores del deporte.

## Trayectoria deportiva
Jan Farrell comenzó a esquiar a los dos años y, desde que a los cinco asistió a su primera clase de esquí en Gavarnie (Francia), siempre ha esquiado en cada una de las temporadas consecutivamente. Como esquiador de élite, comenzó su carrera en esquí alpino y cross max (más tarde ski cross).

### Categoría S2
Comenzó a practicar Esquí de Velocidad después de probar este deporte en Grandvalira en 2011. Ese mismo año, participó en su primera carrera en la categoría S2, en la que los esquiadores compiten con indumentaria y esquís de descenso. En su primera temporada de Copa del Mundo completa en 2012, Jan finalizó en noveno puesto y, en 2013 logró situarse quinto del mundo.
Su primera y única victoria General de la Copa del Mundo la obtuvo en 2014. En su tercera temporada completa, Jan Farrell comenzó con un octavo y un quinto puesto, pero después de cuatro victorias consecutivas, se hizo con la primera posición en la Copa del Mundo SDH. En Idre Fjäll, Suecia, Jan Farrell logró los puntos necesarios para convertirse en campeón.

### Categoría S1
Tras proclamarse campeón de la categoría S2, Jan decidió dar el paso a S1. En 2015, debuta en la máxima categoría de Esquí de Velocidad en los Campeonatos del Mundo de Andorra, donde finalizó decimonoveno. En la Copa del Mundo de ese año logró un decimotercer puesto en su primera prueba en esta competición en categoría Speed 1 celebrada en Grandvalira, Andorra. En su primera temporada, en la máxima categoría en Esquí de Velocidad finalizó en sexta posición tras cosechar buenas actuaciones en Canadá y Suecia. Ese mismo año, Jan Farrell realizó la bajada más rápida de su carrera deportiva en el Speed Masters de Vars, alcanzado los 231,66 kilómetros por hora.
En 2016, su segunda temporada en la máxima categoría del Esquí de Velocidad, Jan consiguió repetir el sexto puesto del año anterior. El esquiador afincado en Madrid comenzó la temporada con buenos resultados en Sun Peaks, Canadá, y en Idre Fjäll, Suecia, pero una caída en Vars a 216 kilómetros por hora no le permitió competir al máximo en las pruebas restantes. Jan sufrió quemaduras en la espalda y múltiples magulladuras, pero pudo participar en todas las pruebas de la temporada.
En su tercer año en Speed 1, Jan Farrell no pudo mejorar los resultados de sus anteriores dos temporadas. En 2017, el esquiador británico finalizó 9.º después de una temporada irregular marcada por problemas de confianza en su técnica de descenso derivados por la caída del año anterior. Para superarlas tuvo que acudir al eminente psicólogo deportivo Ricardo de la Vega.
En 2018, Jan Farrell consiguió su mejor clasificación en la general de la Copa del Mundo de Esquí de Velocidad en categoría Speed 1. Jan finalizó 5.º en la competición después de un fin de temporada muy competido. Tras un comienzo complicado en Vars, debutando en la temporada con una 16.ª posición, Jan consiguió mejorar su rendimiento a partir de entonces. En 2018 consiguió su mejor posición en la categoría Speed 1: un tercer puesto en Sun Peaks (Canadá). Un sexto puesto en Grandvalira en la última prueba de la temporada le permitió acabar la temporada entre los cinco mejores del mundo.
Jan Farrell estrenó la temporada de 2019 con un 9.º puesto en el circuito de Salla durante la Copa del Mundo. A pesar de que el esquiador logró mejorar sus resultados en la segunda fase del torneo al escalar hasta una 5.a posición, las dificultades que se encontró en las siguientes carreras le impidieron ascender al podio de la clasificación, finalizando en 7.º lugar. Ese mismo año también tuvo lugar el Campeonato del Mundo de Speed Ski, que en esa ocasión se celebró en Vars, la meca del Speed Ski. Jan Farrell participó por segundo año en esta competición en la que finalizó 12.º, escalando ocho posiciones respecto a la obtenida en Idre Fjäll en 2017.
En 2020 empezó la temporada con un 9.º puesto, pero el esquiador logró ascender a un 4.º y 5.º puesto en las dos pruebas de Salla, remontando cuatro posiciones en la general y consiguiendo su segundo mejor resultado en una carrera de la Copa del Mundo en máxima categoría. Además, esta pista dio cita a la primera carrera FIS de la historia celebrada este año en horario nocturno y en la que Jan Farrell obtendría un 4.º puesto. En la tercera cita de la Copa Mundial 2020, esta vez en Idre Fjäll, Jan acabó en 6.ª, 5.ª y 6.ª posición. Tras ese resultado, el esquiador madrileño de origen británico lograba posicionarse en el 5.º puesto de la clasificación general, a sólo 20 puntos del actual poseedor del récord del mundo de velocidad, Ivan Origone. La temporada 2020 tuvo que suspenderse repentinamente por la irrupción del COVID-19, finalizando Jan Farrell en 5.a posición de Copa del Mundo. La temporada se suspendió justo antes de que se celebrara la prueba de Speed Ski en la Estación de Formigal, la primera de la historia en España. Poco antes de la cancelación definitiva, Jan Farrell pudo completar el primer descenso en territorio nacional alcanzando los 145 kilómetros por hora.

### Anuncio de retirada
En enero de 2021, el deportista anuncia su retirada del Speed Ski. A través de una carta abierta, Jan agradeció a todos sus seguidores su estima e interés durante todos los años que pasó sobre la nieve: “Al equipo que me rodea, a mi familia, amigos, seguidores, a la prensa, patrocinadores, estaciones de esquí, organizadores de competiciones y a mis rivales en competición que tanto me han motivado para empujar mis límites”.
En ese momento Jan Farrell también anunció que seguirá ligado al mundo de la nieve a través de acciones orientadas a fomentar la práctica de deportes de invierno entre nuevos públicos y a acciones solidarias para acercar la nieve a personas en situación de discapacidad o vulnerabilidad.

## Resultados deportivos

### Clasificación general de la Copa del Mundo FIS
|    | 2011 | 2012 | 2013 | 2014 | 2015 | 2016 | 2017 | 2018 | 2019 | 2020 |
| -- | ---- | ---- | ---- | ---- | ---- | ---- | ---- | ---- | ---- | ---- |
| S2 | 25.º | 9.º  | 5.º  | 1.º  |      |      |      |      |      |      |
| S1 |      |      |      |      | 6.º  | 6.º  | 9.º  | 5.º  | 7.º  | 5.º  |

### Participación en pruebas
2020
- 6.º en Idre Fjäll (Suecia) Copa del Mundo S1 – 7 de marzo de 2020
- 5.º en Idre Fjäll (Suecia) Copa del Mundo S1 – 6 de marzo de 2020
- 6.º en Idre Fjäll (Suecia) Copa del Mundo S1 – 5 de marzo de 2020
- 4.º en Salla (Finlandia) Copa del Mundo S1 – 14 de febrero de 2020
- 5.º en Salla (Finlandia) Copa del Mundo S1 – 13 de febrero de 2020
- 9.º en Vars (Francia) Copa del Mundo S1 – 1 de febrero de 2020

2019
- 14.º en Grandvalira (Andorra) Copa del Mundo S1 – 13 de abril de 2019
- 9.º en Grandvalira (Andorra) Copa del Mundo S1 – 12 de abril de 2019
- 12.º en Vars (Francia) Campeonato del Mundo S1 – 22 de marzo de 2019
- 16.º en Vars (Francia) Copa del Mundo S1 – 4 de febrero de 2019
- 8.º en Idre Fjäll (Suecia) Copa del Mundo S1 – 9 de marzo
- 5.º en Idre Fjäll (Suecia) Copa del Mundo S1 – 8 de marzo
- 9.º en Salla (Finlandia) Copa del Mundo S1 – 14 de febrero de 2019
- 9.º en Salla (Finlandia) Copa del Mundo S1 – 13 de febrero de 2019

2018
- 6.º en Grandvalira (Andorra) Copa del Mundo S1 – 7 de abril de 2018
- 13.º en Grandvalira (Andorra) Copa del Mundo S1 – 6 de abril de 2018
- 8.º en Vars (Francia) - Speed Masters tentativa récord del Mundo S1 – 2 de abril de 2018 - 221.948 km/h
- 6.º en Idre Fjäll (Suecia) Copa del Mundo S1 – 17 de marzo de 2018
- 9.º en Idre Fjäll (Suecia) Copa del Mundo S1 – 16 de marzo de 2018
- 7.º en Sun Peaks (Canadá) Copa del Mundo S1 – 7 de marzo de 2018
- 3.º en Sun Peaks (Canadá) Copa del Mundo S1 – 6 de marzo de 2018
- 5.º en Sun Peaks (Canadá) Copa del Mundo S1 – 5 de marzo de 2018
- 14.º en Salla (Finlandia) Copa del Mundo S1 – 11 de febrero de 2018
- 13.º en Salla (Finlandia) Copa del Mundo S1 – 10 de febrero de 2018
- 13.º en Vars (Francia) Copa del Mundo S1 – 4 de febrero de 2018
- 16.º en Vars (Francia) Copa del Mundo S1 – 3 de febrero de 2018

2017
- 13.º en Grandvalira (Andorra) Copa del Mundo S1 – 9 de abril de 2017
- 12.º en Grandvalira (Andorra) Copa del Mundo S1 – 8 de abril de 2017
- 13.º en Grandvalira (Andorra) Copa del Mundo S1 – 7 de abril de 2017
- 14.º en Vars (Francia) - Speed Masters tentativa récord del Mundo S1 – 2 de abril de 2017 - 231.214 km/h
- 20.º en Idre Fjäll (Suecia) Campeonatos del Mundo S1 – 25 de marzo de 2017
- 22.º en Idre Fjäll (Suecia) Copa del Mundo S1 – 23 de marzo de 2017
- 9.º en Sun Peaks (Canadá) Copa del Mundo S1 – 7 de marzo de 2017
- 10.º en Sun Peaks (Canadá) Copa del Mundo S1 – 6 de marzo de 2017

2016
- 12.º en Idre Fjäll (Suecia) Copa del Mundo S1 – 11 de abril de 2016
- 12.º en Idre Fjäll (Suecia) Copa del Mundo S1 – 10 de abril de 2016
- 18.º en Vars (Francia) - Speed Masters tentativa récord del Mundo S1 – 26 de marzo de 2016 – 217.786 km/h
- 16.º en Vars (Francia) Copa del Mundo S1 – 23 de marzo de 2016
- 8.º en Grandvalira (Andorra) Copa del Mundo S1 – 13 de marzo de 2016
- 8.º en Grandvalira (Andorra) Copa del Mundo S1 – 12 de marzo de 2016
- 5.º en Sun Peaks (Canadá) Copa del Mundo S1 – 5 de marzo de 2016

2015
- 6.º en Idre Fjäll (Suecia) Copa del Mundo 22 de marzo de 2015
- 9.º en Idre Fjäll (Suecia) Copa del Mundo 21 de marzo de 2015
- 12.º en Sun Peaks (Canadá) Copa del Mundo 13 de marzo de 2015
- 7.º en Sun Peaks (Canadá) Copa del Mundo 12 de marzo de 2015
- 13.º en Grandvalira (Andorra) Copa del Mundo 3 de marzo de 2015
- 19.º en Grandvalira (Andorra) Campeonatos del Mundo 2 de marzo de 2015 (1.ª competición en nueva categoría S1)

2014
- 2.º en Vars (Francia) - Speed Masters tentativa récord del Mundo (30 de marzo de 2014- 210,035 km/h)
- 7.º en Idre (Suecia) WC (16 de marzo de 2014)
- 1.º en Idre (Suecia) WC (15 de marzo de 2014)
- 1.º en Sun Peaks (Canadá) WC  (8 de marzo de 2014)
- 1.º en Sun Peaks (Canadá) WC (7 de marzo de 2014)
- 1.º en Pas de la Casa (Andorra) WC (23 de febrero de 2014)
- 5.º en Pas de la Casa (Andorra) WC (22 de febrero de 2014)
- 8.º en Vars (Francia) WC (25 de enero de 2014)

2013
- 5.º en Verbier (Suiza) - Speed Masters (17 de abril de 2013 - 194,17 km/h)
- 11.º en Verbier (Suiza) WC (17 de abril de 2013)
- 9.º en Pas de la Casa (Andorra) WC (7 de abril de 2013)
- 6.º en Idrefjall (Suecia) WC (17 de marzo de 2013)
- 6.º en Idrefjall (Suecia) WC (16 de marzo de 2013)
- 4.º en Sun Peaks (Canadá) WC (3 de marzo de 2013)
- 4.º en Sun Peaks (Canadá) WC (2 de marzo de 2013)
- 17.º en Vars (Francia) Campeonatos del Mundo (26 de enero de 2013)

2012
- 19.º en Verbier (Suiza) WC (18 de abril de 2012)
- 8.º en Idre (Suecia) WC  (25 de marzo de 2012)
- 8.º en Idre (Suecia) WC  (24 de marzo de 2012)
- 12.º en Vars (Francia) WC (18 de marzo de 2012)
- 14.º en Pas de la Casa (Andorra) WC (26 de febrero de 2012)
- 12.º en Lackenhof am Oeatscher FIS (Austria) (15 de enero de 2012)

2011
- 25.º en Verbier (Suiza) Campeonatos del Mundo (21 de abril de 2011)
- 5.º en Pas de la Casa (Andorra) FIS (13 de marzo de 2011)

## Récords del mundo
Jan Farrell ha conseguido dos récords del mundo de velocidad; actualmente, es el esquiador más rápido en pista cubierta y sobre asfalto arrastrado por un vehículo a motor.

### Récord de velocidad en pista cubierta
El 18 de mayo de 2015, Jan Farrell logró convertirse en el esquiador más rápido de la historia en una pista cubierta. En el SnowHall de Amnéville (Francia), Jan logró alcanzar 104,956 kilómetros por hora, batiendo la anterior plusmarca del esquiador Klaus Schrottshammer de Austria en el SnowWorld de Landgraaf, Países Bajos, de 104,44 kilómetros por hora.

### Récord de velocidad sobre asfalto arrastrado por un vehículo a motor
El 24 de octubre de 2016, Jan Farrell se convirtió en el esquiador más rápido del mundo sobre asfalto al registrar una marca de 63,78 kilómetros por hora en el circuito MotorLand Aragón en Alcañíz, Teruel, España. El esquiador británico fue arrastrado por un Ferrari 458 Italia Competizione y alcanzó una velocidad de 63,78 kilómetros por hora. Jan superó así el anterior récord del mundo del presentador de MTV Nitro Circus Erik Roner, de 51,4 kilómetros por hora registrados en el Miller Motorsports Park en Toole, Utah.

## Faceta empresarial
Jan Farrell compatibiliza su carrera de deportista profesional con la de empresario. En 2002, a la edad de 18 años, fundó la empresa de seguros de telefonía y reparación de dispositivos electrónicos Liberalia, empresa de la que sigue siendo CEO.
Además, Jan Farrell colabora con la aceleradora de Startups del Instituto de Empresa, Venture Labs, en el desarrollo de proyectos de innovación ideados por estudiantes. Jan colabora como consejero e inversor en varios proyectos de la plataforma. El esquiador cuenta con un polifacético perfil en el mundo de la empresa, combinando su labor al frente de Liberalia con su papel como mentor de jóvenes emprendedores y con su rol como inversor y Business Angel en proyectos relacionados con hardware inteligente. Su portfolio incluye Carv, una empresa de hardware para esquiadores; Kokoon, una compañía de auriculares para mejorar el descanso; Lime, un proyecto de movilidad compartida y sostenible; SOSV, un fondo de inversión especializado en la creación de aceleradoras de startups; y Little Cars, una empresa de diseño y fabricación de joyas automovilísticas funcionales en miniatura.
Dentro del mundo del esquí, pero fuera de las pistas y la competición, Jan Farrell es Responsable de Márquetin, Comunicación y Medios de Esquí de Velocidad en la Federación Internacional de Esquí (FIS) con el objetivo de mejorar la visibilidad del Speed Ski en todo el mundo. Hasta 2018, Jan Farrell desempeñó el cargo de Director de Desarrollo de Negocio de la Federación Madrileña de Deportes de Invierno (FMDI). Desde 2020, Jan Farrell forma parte de la Comisión de Atletas de FIS, compuesta por algunos de los deportistas más destacados de cada disciplina. De esta manera, el esquiador del madrileño Club Amistad se convirtió en el primer representante del Speed Ski en esta comisión, de la que ya formaban parte el resto de las disciplinas de nieve, y busca continuar desarrollando y haciendo crecer el Esquí de Velocidad.
En 2018, Jan Farrell creó Jan Farrell Media, su propia productora audiovisual. En este proyecto, él y su equipo graban, editan y distribuyen contenidos relacionados con el mundo de la nieve para su emisión en medios de comunicación y en sus propias redes sociales.